# Mukkuraskäidi
Mukkuraskäidi är en kulle i Finland.   Den ligger i den ekonomiska regionen Norra Lappland och landskapet Lappland, i den norra delen av landet, 1 000 km norr om huvudstaden Helsingfors. Toppen på Mukkuraskäidi är 295 meter över havet.
Terrängen runt Mukkuraskäidi är platt söderut, men norrut är den kuperad. Terrängen runt Mukkuraskäidi sluttar västerut.  Trakten runt Mukkuraskäidi är nära nog obefolkad, med mindre än två invånare per kvadratkilometer. Det finns inga samhällen i närheten. Omgivningarna runt Mukkuraskäidi är i huvudsak ett öppet busklandskap.